# Bo "Emma" Emanuelsson
Bo "Emma" Emanuelsson, född 10 december 1943, är en svensk racerförare som tävlade för Göteborg MF.
Emanuelsson började köra 1968, med Volvo. Han bytte snabbt till en Ford. 1975-78 så blev det Chevrolet Camaro och 1976 körde han BMW i Special Racing. Han har tre döttrar som alla har tävlat eller tävlar i banhoppning, Lotta Björe, Anna Emanuelsson  och Emma Emanuelsson

## Meriter
- 1968 - SM i Grupp 5, Volvo Amazon
- 1969 - SM i Grupp 5, Volvo Amazon
- 1970 - SM i Grupp 5, Volvo 142 turbo
- 1971 - SM i Grupp 5, Volvo 142 turbo
- 1972 - 1;a SM, klass 3 grupp 2 över 1600cc, Ford Escort BDA, Timex racing team
- 1973 - 2;a SM, klass 2 grupp 2 max 3000cc, Ford Escort BDA, Timex racing team
- 1973 - 1;a i EM Grupp 2, deltävling på Mantorp Park
- 1974 - 3;a SM, grupp 4 över 2000cc, Ford Capri RS
- 1975 - 3;a SM, grupp 4 över 2000cc, Ford Capri RS, Team MER
- 1975 - 1;a Woodhead Super Star Cup, Chevrolet Camaro, Team MER
- 1976 - 1;a SM, Special Racing, BMW, Team MER
- 1976 - 2;a Puss & Kram Super Star Cup, Chevrolet Camaro, Team MER
- 1977 - 1;a SM, Special Racing, BMW, Team MER
- 1977 - 1;a Puss & Kram Super Star Cup, Chevrolet Camaro, Team MER
- 1978 - Tretorn Super Star Cup, Chevrolet Camaro, Team MER
- 1979 - 7;a, Sports 2000, Lola